# Росбах (Вид)
Росбах (њем. Roßbach) општина је у њемачкој савезној држави Рајна-Палатинат. Једно је од 62 општинска средишта округа Нојвид. Према процјени из 2010. у општини је живјело 1.529 становника. Посједује регионалну шифру (AGS) 7138065.

## Географски и демографски подаци
Росбах се налази у савезној држави Рајна-Палатинат у округу Нојвид. Општина се налази на надморској висини од 116 метара. Површина општине износи 6,4 km². У самом мјесту је, према процјени из 2010. године, живјело 1.529 становника. Просјечна густина становништва износи 239 становника/km².